# Mühlheim (Mörnsheim)

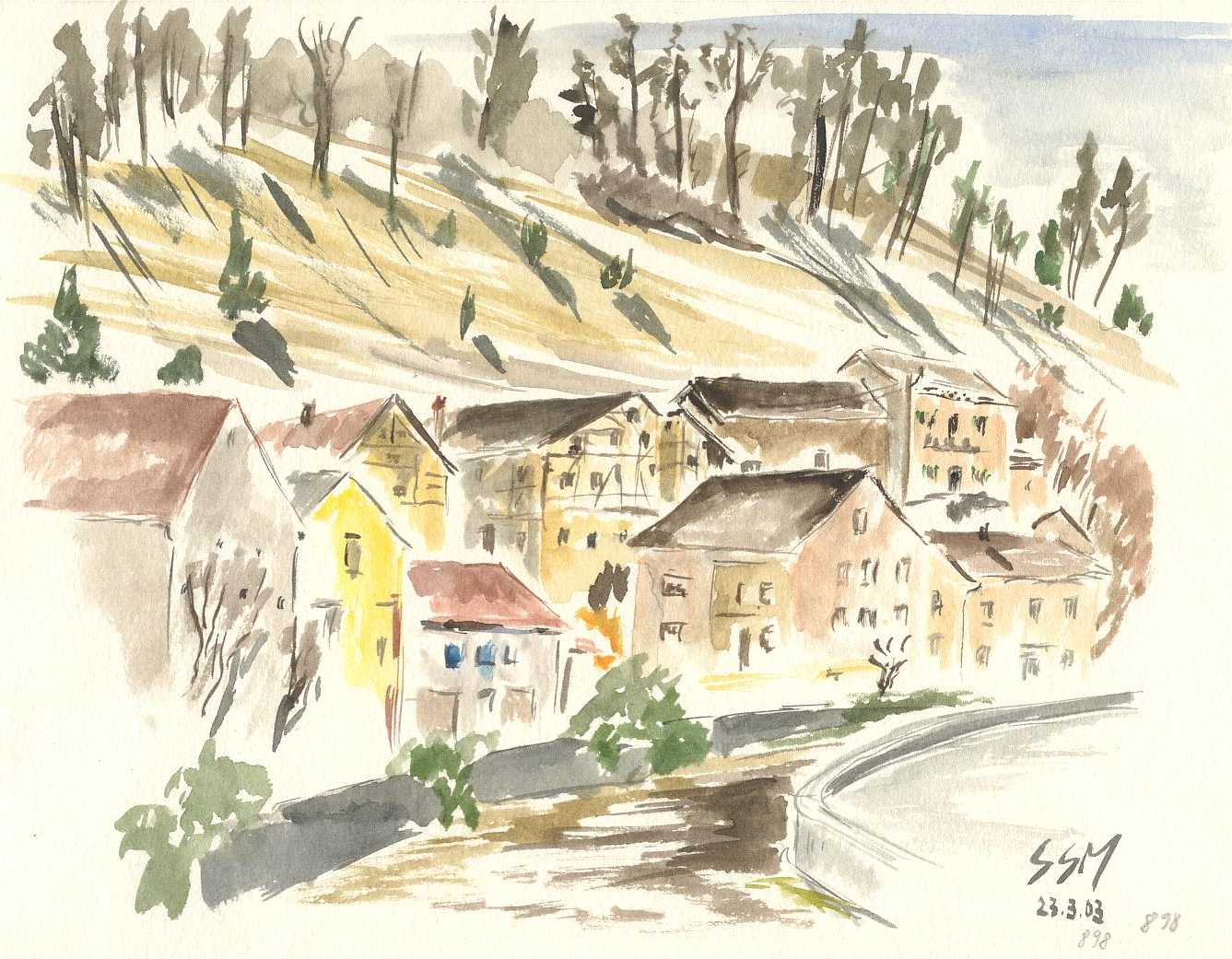
Mühlheim an der Gailach. Aquarell von Siegfried Schieweck-Mauk, Eichstätt

Mühlheim (bairisch Mücha) ist ein Kirchdorf im Markt Mörnsheim im Gailachtal am westlichen Ende des oberbayerischen Landkreises Eichstätt. 

## Gemarkung
Zur Gemarkung gehören auch der Weiler Apfelthal und die Einöde Finstermühle.

## Geschichte
Bei Mühlheim wurden zwei Grabgruppen der Reihengräberzeit gefunden.
Der Ort Mulenheim (wohl von lat. molina = Mühle), wohl in der ersten Hälfte des 8. Jahrhunderts entstanden, gehörte zum Besitz des hl. Sola von Husen und wurde von ihm 794 an das Königskloster Fulda verschenkt. Um 830 betätigte dies der Frankenkönig Ludwig I. 1281/82 gingen die Vogteirechte durch den Grafen Friedrich von Truhendingen an das Hochstift Eichstätt; nunmehr wurde der Ort vom bischöflichen Pflegamt auf der Burg Mörnsheim verwaltet (bis 1645; dann vom personell vereinigten Pflegamt Mörnsheim-Dollnstein mit Sitz in Dollnstein). 1309 gingen auch die Lehnsrechte an das Hochstift, als Graf Ludwig von Oettingen mit Bischof Philipp einen Vergleich schloss. Der Bischof vergab wiederum das Lehen 1315 an den Ritter Seifried von Mörnsheim. Die kirchliche Bindung zur Propstei Solnhofen blieb bis zur Reformation und der Säkularisation des Klosters 1534 bestehen; dann kam Mühlheim als Filiale zur Pfarrei Mörnsheim.
Im 17. Jahrhundert kam es durch Eröffnung von Steinbrüchen zu einer Wirtschaftsblüte. Seit 1674 existierte eine Bergordnung zum Abbau der Solnhofener Plattenkalke in den Steinbrüchen um Mühlheim. Auch die 1861 erbaute dreijochige Kalksteinbrücke über die Gailach war für den Steinabbau von Bedeutung, da über sie der Abtransport zur Donau hin erfolgte; bis 1912 wurde hier Brückenzoll erhoben. Nach dem Zweiten Weltkrieg verlor der Kalkplattenabbau für die Mühlheimer Bevölkerung an Bedeutung; über die Hälfte der Einwohner pendelt seither in Betriebe der näheren und weiteren Umgebung. 
Hier fand man ein sehr seltenes Exemplar eines Flugsaurier Scaphognathus. 
1969 wurde eine Flurbereinigung durchgeführt. Mit der Gebietsreform verlor Mühlheim seine gemeindliche Selbstständigkeit in Mittelfranken und gehört seit dem 1. Juli 1972 als zweitgrößter Ort zum oberbayerischen Markt Mörnsheim.
Die Einwohnerzahl lag 1830 bei 153, 1983 bei 366.

## Sehenswürdigkeiten

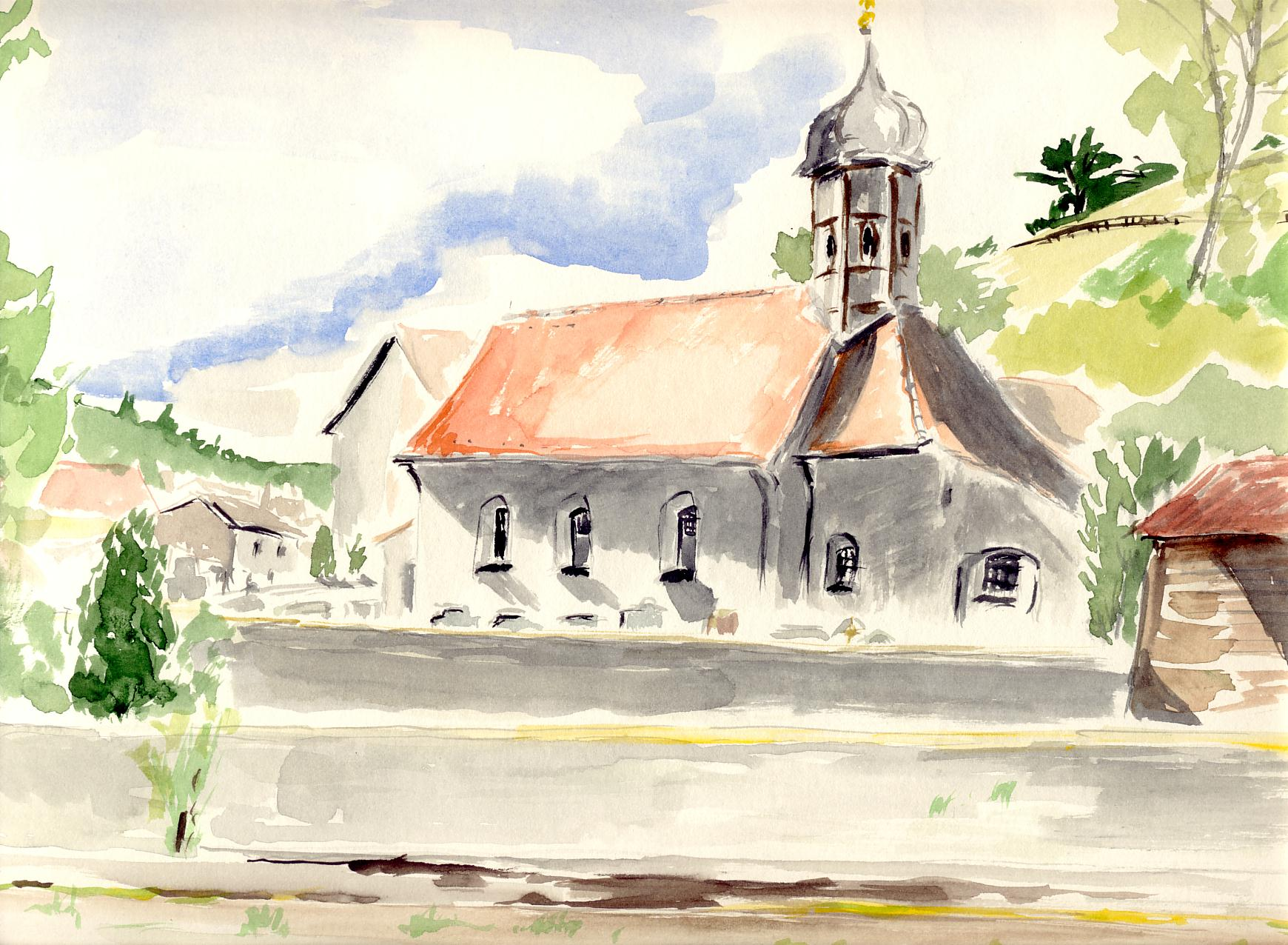
Die Kirche von Mühlheim. Aquarell von Siegfried Schieweck-Mauk, Eichstätt

Die Kirche, links der Gailach gelegen, ist den Heiligen Cyriakus, Largus und Smaragdus geweiht. Der Chor ist karolingisch oder vorromanisch. Der Hochaltar mit einem späteren handwerklichen Altarblatt stammt von 1630 bis 1650, ebenso der rechte Seitenaltar mit dem Bild der Krönung Mariens aus der Rokokozeit. Im linken Seitenaltar aus dem Spätrokoko steht in einer Nische eine spätgotische Madonna (1470); Maria und das Jesuskind halten je eine Taube in der Hand. Mehrere Plastiken der Spätgotik, darunter eine gute Vesper-Gruppe (Ende 15. Jahrhundert), schmücken den Raum. Im frühen 18. Jahrhundert und dann noch einmal 1863–67 wurde eine Umgestaltung bzw. Vergrößerung der Kirche vorgenommen, als durch Verkäufe von Steinbruchanteilen auf dem Mühlheimer Heiligenfeld das Vermögen der Kirchenstiftung angewachsen war. Auch der Kirchturm in Form eines Dachreiters und mit mittelalterlicher Glocke wurde im 19. Jahrhundert neu erstellt. An der Außenmauer der Kirche findet man mehrere Epitaphplatten des 17. bis 19. Jahrhunderts.

## Natur

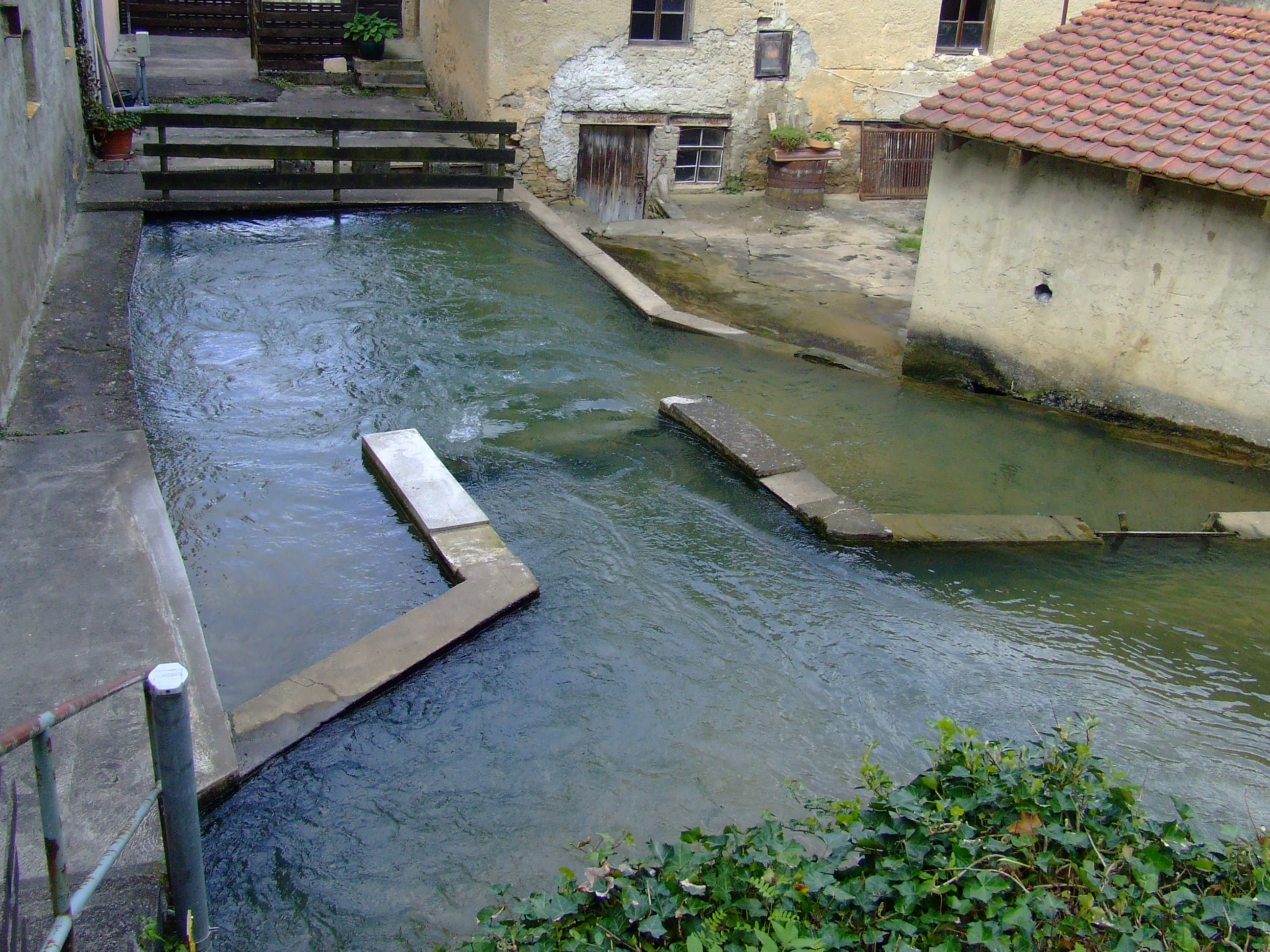
Gailachquelle

Das Gailachtal, ein Seitental des Altmühltals, ist – gesäumt von artenreichen Trockenrasen – landschaftlich reizvoll. Das Flüsschen, das bei Monheim entspringt und bei Warching im Kalkgestein der Monheimer Alb versickert, tritt nach etwa vier Kilometer unterirdischen Laufs in Mühlheim bei der Schwamm-Mühle in drei Ausläufen aus Felsspalten am Hangfuß wieder zu Tage. Durch das Gailachtal führt ein Radwanderweg.

## Vereine
- Arbeiterverein
- Krieger- und Militärverein
- Schützenverein „Germania“
- Verschönerungsverein
- Freiwillige Feuerwehr „FF Mühlheim“

## Persönlichkeiten
- Dr. theol. Franz von Paula Morgott (* 12. Juni 1829 in Mühlheim; † 3. Februar 1900 in Eichstätt), 1869–1900 Professor für Dogmatik am Bischöflichen Lyceum Eichstätt, zugleich 1874/75 aushilfsweise Professor für Philosophie, bedeutender Vertreter der Neuscholastik, 1871 Begleiter und Ratgeber des Eichstätter Bischofs auf dem Ersten Vatikanischen Konzil in Rom; ab 1872 Domkapitular in Eichstätt, zugleich ab 1880 Religionslehrer am Schullehrerseminar in Eichstätt; 1896–1900 Domdekan in Eichstätt
- Gerhard Gollwitzer (* 1906 in Pappenheim; † 1973 in Mühlheim), Akademieprofessor, Graphiker, Schriftsteller und Kunsterzieher, lebte seit 1968 in Mühlheim.